# Per se
Per se er et udtryk, der stammer fra latin og betyder "i sig" eller "som sådan".
Når noget er beskrevet som "per se", så er det naturligt følgende, eller en lovmæssighed at det forholder sig på den sagte måde.
Udtrykket er formelt / akademisk og bruges ofte i forbindelse med lovgivning.